# Джимастаро
Джимастаро (груз. ჯიმასტარო) — село в Грузії.
За даними перепису населення 2014 року в селі проживає 327 осіб.